# Sokolow-Zwerghamster
Der Sokolow-Zwerghamster (Cricetulus sokolovi) ist eine Art der Hamster und vermutlich eng mit dem Daurischen Zwerghamster verwandt. Er bewohnt strauchige Sandgebiete in der Mongolei und im angrenzenden China und ist einschließlich des Schwanzes 9,5 bis 14,6 Zentimeter lang.

## Körpermerkmale
Die Kopf-Rumpf-Länge des Sokolow-Zwerghamsters beträgt 77 bis 114 Millimeter, die Schwanzlänge 18 bis 32 Millimeter, die Hinterfußlänge 13 bis 18 Millimeter, die Ohrlänge 13 bis 19 Millimeter und die größte Schädellänge 23 bis 26 Millimeter.
Das Fell der Oberseite ist grau mit einem braungelben oder walnussfarbenen Ton. Es ist heller als das des Transbaikal-Zwerghamsters. Vom Nacken bis zur Schwanzwurzel verläuft ein Aalstrich, der bei jungen Hamstern am markantesten ist und bei älteren Hamstern allmählich zu einem Schatten verblasst. Das Fell der Unterseite ist hellgrau und farblich deutlich von dem der Oberseite abgegrenzt. Die Ohrmuscheln haben die gleiche Farbe wie die Oberseite, jedoch mit einem dunkelbraunen Fleck in der Mitte. Oberseits hat der Schwanz eine ähnliche Farbe, unterseits ist er heller, jedoch ohne scharfe farbliche Trennung. Die Pfoten sind weiß und nicht flach, da die Zehen dazu neigen, sich zusammenzurollen.
| Karyotyp | Karyotyp | Karyotyp |
| -------- | -------- | -------- |
| 2n = 20  | NF = 36  | NFa = 32 |

Die Chromosomenzahl beträgt 20 und die Gesamtarmzahl der Autosomen 32.
X-Chromosom und Y-Chromosom sind submetazentrisch und die Gesamtarmzahl der Chromosomen beträgt 36.
Laut Romanenko und Mitarbeitern unterscheidet sich der Karyotyp des Sokolow-Zwerghamsters durch eine Chromosomenspaltung und vier Chromosomenverschmelzungen vom angenommenen ursprünglichen Karyotyp der Cricetus-Gruppe.
Vom Langschwanz-Zwerghamster, von den Tibetanischen Zwerghamstern und vom Grauen Zwerghamster unterscheidet sich der Sokolow-Zwerghamster durch den kürzeren Schwanz, der gewöhnlich kürzer als drei Zentimeter ist. Mit dem Daurischen Zwerghamster hat er dieses Merkmal gemeinsam, unterscheidet sich von ihm jedoch durch die grauen Ohrmuscheln mit dem dunkelbraunen Fleck in der Mitte.

## Lebensweise, Verbreitung und Bestand
Der Lebensraum des Sokolow-Zwerghamsters sind strauchige Sandgebiete. Seine selbstgegrabenen Baue befinden sich gewöhnlich unter Wüstensträuchern. Die Fortpflanzung beginnt Mitte Mai und jährlich werden drei bis vier Würfe mit vier bis neun Jungtieren je Wurf zur Welt gebracht.
Das Verbreitungsgebiet des Sokolow-Zwerghamsters sind das Tal der Seen, die Große Seensenke, die Alashan-Gobi, die Nordgobi und die Ostgobi
im Westen und Süden der Mongolei und das Zentrum der Inneren Mongolei in China.
Die Weltnaturschutzunion IUCN stuft ihn als weltweit nicht gefährdet ein.
Für die Roten Listen der Mongolei
und Chinas
liegen keine ausreichenden Daten vor.

## Nomenklatur und Systematik
Das Typusexemplar des Sokolow-Zwerghamsters stammt von der Südwestküste des Orog-Sees. Benannt nach Wladimir Jewgenjewitsch Sokolow, wurde es 1988 von Wiktor Nikolajewitsch Orlow und Wassili Michailowitsch Malygin als Cricetulus sokolovi beschrieben.
Die bekannten Exemplare wurden zunächst dem Gobi-Zwerghamster zugeordnet
(Orlow und Mitarbeiter, 1978;
Sokolow und Orlow, 1980;
Král und Mitarbeiter, 1984).
Aufgrund der ausgeprägten Merkmale der Chromosomen und des Fells der Exemplare
wurde dieser daraufhin in Systematiken als eigenständige Art der Grauen Zwerghamster geführt
(Honacki und Mitarbeiter, 1982;
Corbet und Hill, 1986;
Corbet und Hill, 1991;
Nowak, 1991).
In neueren Systematiken wird dagegen der Sokolow-Zwerghamster als eigenständige Art geführt
(Musser und Carleton, 1993; Nowak, 1999;
Pawlinow, 2003;
Musser und Carleton, 2005;
Smith und Hoffmann, 2008).
Er wird mit dem Daurischen Zwerghamster und dem Langschwanz-Zwerghamster in der Untergattung Cricetulus
(Pawlinow, 2003)
oder mit dem Daurischen Zwerghamster in der Cricetulus barabensis-Gruppe zusammengefasst
(Neumann und Mitarbeiter, 2006;
Lebedew und Lissowski, 2008).
Morphologische Untersuchungen des Schädels bestätigen den Status als Schwesterart des Daurischen Zwerghamsters.
Zytogenetische Untersuchungen mittels Giemsa-Bänderung lassen dagegen eine nähere Verwandtschaft mit den Mittelgroßen Zwerghamstern vermuten.